# 希腊副总理
希腊副总理（希腊语: Αντιπρόεδρος της Κυβερνήσεως），为希腊总理的副手，为希腊内阁最重要的成员之一。该职位并不是固定职位，一般会根据具体情况来决定是否设立。有时会设多个副总理职位。前任希腊副总理为吉尼斯·德拉格萨基斯，现任第一副总理是帕纳约蒂斯·皮克拉梅诺斯。